# Меламед Тетяна Михайлівна
Тетя́на Миха́йлівна Меламе́д (нар. 3 лютого 1974, Чернігів) — українська та німецька шахістка, чемпіонка України із шахів серед жінок 1996 року.
Її рейтинг станом на травень 2023 року — 2328 (123-тє місце у світі, 5-те — серед шахісток Німеччини).

## З життєпису
Народилася 1974 року в Чернігові; закінчила чернігівську школу № 3. У 1994 році представляла Україну на юніорському чемпіонаті Європи з шахів — у віковій групі до 20 років; посіла 6-9 місце.
1996 року виграла чемпіонат України з шахів серед жінок та розділила 3 місце на Меморіальному шаховому турнірі Людмили Руденко в Санкт-Петербурзі. У 1998 році була другою на турнірі в Санкт-Петербурзі. У 1999 році отримала титул жіночого гросмейстера ФІДЕ (WGM).
2001 року виграла Міжнародний шаховий турнір в Санкт-Петербурзі. Двічі вигравала срібні медалі на відкритому шаховому чемпіонаті Німеччини серед жінок: 2004 року в Остербурзі та 2006-го — у Бад-Кенігсхофені .
Виступала за Німеччину на жіночих шахових олімпіадах.
У 2012 році грала на Шаховій олімпіаді-2012 у Стамбулі. У 2014 році брала участь у Шаховій олімпіаді-2014 в Тромсе.
Грала за Німеччину на командному чемпіонаті Європи з шахів.
У 2013 році брала участь в 10-му командному чемпіонаті Європи з шахів серед жінок у Варшаві.

## Результати виступів у чемпіонатах України
| Рік  | Місто       | Турнір                 | + | − | = | Результат | Місце   |
| ---- | ----------- | ---------------------- | - | - | - | --------- | ------- |
| 1990 | Чернігів    | 50-й чемпіонат України | 2 | 7 | 6 | 5 з 15    | 14      |
| 1995 | Маріуполь   | 55-й чемпіонат України | 6 | 1 | 2 | 7 з 9     | Silver  |
| 1996 | Ялта        | 56-й чемпіонат України | 6 | 0 | 5 | 8½ з 11   | Gold    |
| 1997 | Алушта      | 57-й чемпіонат України | 3 | 1 | 5 | 5½ з 9    | 5 — 9   |
| 1998 | Алушта      | 58-й чемпіонат України | 4 | 2 | 3 | 5½ з 9    | 10 — 15 |
| 2001 | Краматорськ | 61-й чемпіонат України | 3 | 4 | 6 | 6 з 13    | 9 — 10  |